# Train of Many Colors

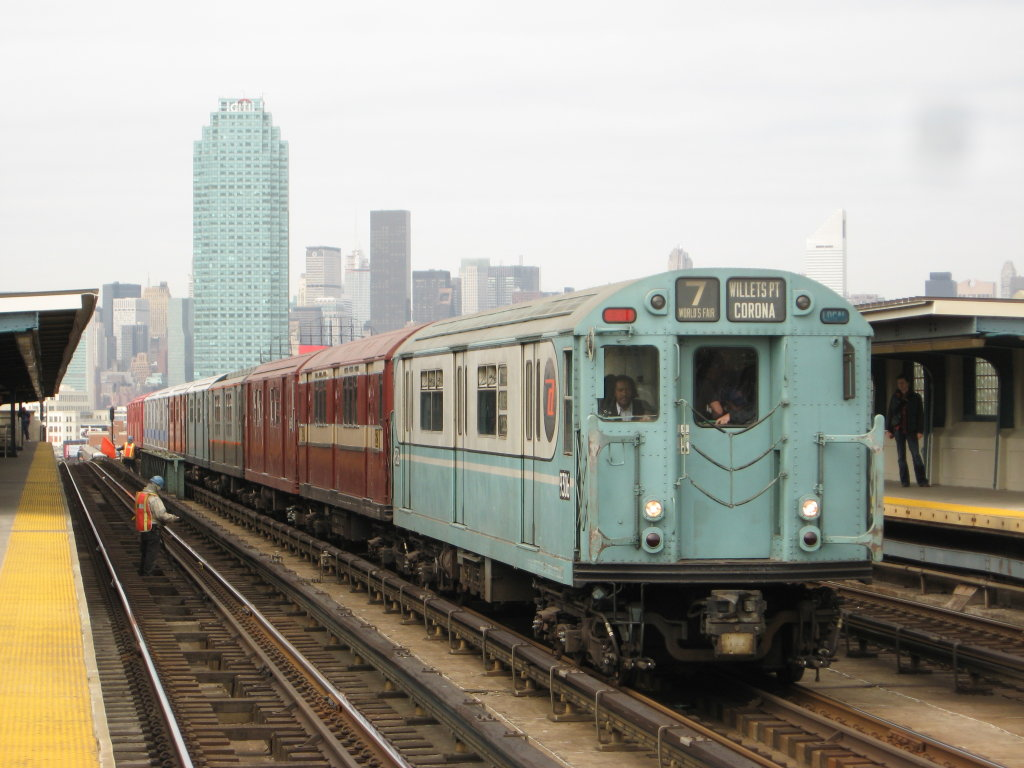
7系統 の40丁目ローリー・ストリート 駅を走るR33Sの9306

Train of Many colorsとは、ニューヨーク交通博物館で使用されるノスタルジア列車の一つで、以前IRTで使用されていた車両で構成されている。
この名前は、車両がさまざまな塗装であることが由来となっている。

## 使用
Redbird trains引退後の2004年に、一部の車両は42丁目シャトルで定期運用に使用された。また、車両は特別な機会を記念するために使われることがある。
R12形、R15形、R17形、R33S形の一部の車両は、ニューヨーク交通博物館に保存されている。その他の車両（R33形、R36形）は207丁目車両基地で保存されている。

## 塗装

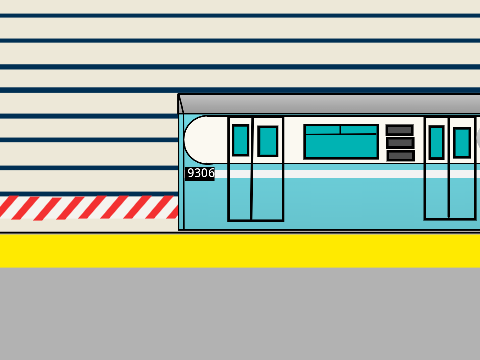
アクアブルーにホワイトの塗装

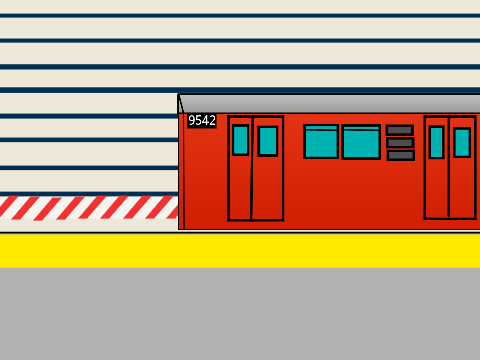
ガンレッドの塗装

各車両の塗装は次の通りである。
| 形式 | 製造会社                         | 車両番号  | 塗装                                       | 運用時期      |
| ---- | -------------------------------- | --------- | ------------------------------------------ | ------------- |
| R12  | アメリカン・カー＆ファウンドリー | 5760      | オレンジのストライプが入ったツートングレー |               |
| R15  | アメリカン・カー＆ファウンドリー | 6239      | 黄褐色の帯が入ったあずき色                 |               |
| R17  | セントルイス・カー・カンパニー   | 6609      | マルーン                                   |               |
| R33  | セントルイス・カー・カンパニー   | 9010-9011 | 青帯が入ったシルバー                       | 1971-1980年代 |
| R33  | セントルイス・カー・カンパニー   | 9206-9207 | 青帯が入ったシルバー                       | 1971-1980年代 |
| R33  | セントルイス・カー・カンパニー   | 9016-9017 | トマトレッド                               |               |
| R33  | セントルイス・カー・カンパニー   | 9068      | ケールグリーン                             | 1985-1988     |
| R33  | セントルイス・カー・カンパニー   | 9069      | ガンレッド（Redbird）                      | 1984-2003     |
| R33S | セントルイス・カー・カンパニー   | 9306-9308 | アクアブルーにホワイト                     |               |
| R33S | セントルイス・カー・カンパニー   | 9310      | ガンレッド（Redbird）                      | 1984-2003     |
| R36  | セントルイス・カー・カンパニー   | 9586-9587 | ガンレッド（Redbird）                      | 1984-2003     |